# Escopeta lanzagranadas China Lake
El Modelo China Lake —o Lanzagranadas de Corredera China Lake— es un lanzagranadas con acción de bombeo que fue desarrollada por la División de Proyectos Especiales del Centro de Armas Navales de China Lake, que proveía equipos a los SEAL. 

## Historia
Los SEAL no estaban satisfechos con los lanzagranadas M79 ni XM148, ya que ambos eran monotiro, y el lanzagranadas de repetición T148E1 no era fiable, así que hicieron una petición a los ingenieros de China Lake. Los equipos SEAL estuvieron satisfechos con el lanzagranadas de corredera resultante, ya que su depósito tubular llevaba tres granadas de 40 mm además de una en la recámara, pudiéndose disparar con rapidez cuatro granadas antes de recargar. De hecho, un granadero experimentado puede disparar con precisión cuatro granadas antes que la primera de ellas impacte. El lanzagranadas era extremadamente ligero para su tamaño, debido a que una buena parte de él había sido construida en aluminio. El arma pesa 680 g menos que una M79 descargada. Cargada con 4 granadas de 227 g, el lanzagranadas de corredera pesa solamente 680 g más que el lanzagranadas monotiro M79. A pesar de tener un ventajoso poder de fuego, este lanzagranadas tenía sus limitaciones al no poder ser alimentada con granadas de 40 mm especiales (proyectiles de distinta forma).
Cuando esta arma fue enviada a Vietnam para ser probada en combate, aparentemente tuvo un buen desempeño lanzando granadas de alto poder explosivo.
El lanzagranadas de corredera tenía un alza similar a la de la M79. El punto de mira es un resalte cuadrado fijo. Si el alza está plegada o no, la apertura de esta se encuentra fija o puede ajustarse para alcances de 75 a 375 metros en aumentos de 25 metros.
Aunque destinada para los equipos SEAL, un puñado de lanzagranadas fueron empleadas por la Unidad de Reconocimiento de Fuerzas de los Marines y el 5º Grupo de Fuerzas Especiales. 
Las fuentes difieren en la cantidad de armas producidas. Una afirma que se produjeron entre 20 y 30 lanzagranadas. Sin embargo, según otra fuente solo se fabricaron 16 armas. El número de serie original más grande hallado es 50, pero parece ser que este lanzagranadas no llegó a ser funcional. El historiador de los SEAL Kevin Dockery ha confirmado que la Armada tuvo en sus registros 22 armas. De estas, solamente tres en estado funcional se encuentran en los arsenales de la Armada y las demás han sido desactivadas.
Ya que fue hecha a pedido de las Fuerzas Especiales, no fue adoptada formalmente y no tiene designación oficial. A veces es mencionada como "China Lake NATIC" o erróneamente como la EX-41. La EX-41 fue una idea de diseño creada a mediados de la década de 1980, en base al primigenio Modelo China Lake Acción de Bombeo 40 mm. La EX-41 apareció como prototipo dos décadas después de haber sido producido el Modelo China Lake. También es errónea la designación China Lake NATIC, ya que el arma nunca fue conocida bajo esta designación. En consecuencia, los SEALS llamaron el arma experimental por la instalación militar que la produjo, creando el nombre "lanzagranadas China Lake".
Los cuatro lanzagranadas restantes están expuestas en museos. Una de ellas, con número de serie 4, se encuentra en el Museo del UDT/SEAL de Fort Pierce, Florida mientras que la otra, con número de serie 13, se encuentra en el Museo de los Vestigios de la Guerra de Vietnam de la Ciudad Ho Chi Minh, en Vietnam. El lanzagranadas con número de serie 2 está almacenada en el Museo nacional de la Armada de los Estados Unidos en Washington D. C. y otro más está expuesto para el personal del cuartel naval Naval Surface Warfare Center Crane Division.[cita requerida].

## Mejoras y contratos
En 1992 se inició un intento de producir una versión mejorada de este lanzagranadas, cuando Samuel "Dutch" Hillenburg, escritor especializado en armas militares se asoció con el maestro de mecanizado Brian Fauci. Ellos lograron obtener un diseño exitoso en 2003 y fueron capaces de convencer al escritor y coleccionista de armas Capitán Monty Mendenhall para que financie su trabajo de investigación. Para 2004, ya tenían un prototipo funcional y formaron la Trident Enterprises Ltd. para continuar su trabajo en el proyecto bajo una patente del gobierno.[cita requerida]
Brian Fauci vendió más tarde sus lanzagranadas mejorados Trident/CSG China Lake a personas particulares luego que su contrato con el Cuerpo de Marines de los Estados Unidos para un nuevo lanzagranadas se canceló en octubre de 2009, al ser seleccionado el M32.[cita requerida]
Desde 2004, la Trident/CSG de Nueva York creó 8 réplicas de cajones de mecanismos de la China Lake. Estos lanzagranadas estaban separadas de las diez que produjo para el contrato con la Airtronic. Las Trident/CSG tienen un mejor acabado interno para incrementar su fiabilidad y mejorar el funcionamiento del sistema de recarga en comparación con el modelo original. La CSG también reemplazó la mayor parte de los tornillos con ranura por tornillos con hexágono, las almohadillas de retroceso de la cantonera son macizas en los lanzagranadas CSG y no huecas como en el modelo original. Inicialmente no se instalaron armellas para la correa portafusil en los lanzagranadas CSG, aunque tienen agujeros roscados para facilitar su instalación.[cita requerida]
Los metales empleados en su fabricación fueron mejorados con nuevos métodos de templado y metalurgia desde el desarrollo de la China Lake original, tanto en los lanzagranadas Airtronic/Trident como en las Trident/CSG. En los Estados Unidos hay ocho lanzagranas China Lake en manos civiles, más los cuatro lanzagranadas originales de la NAWS que se encuentran en museos.[cita requerida]

## Contrato con las Fuerzas Armadas de 2007-2009
En junio de 2007, los lanzagranadas China Lake fueron producidas de forma limitada por dos empresas y estaban listas para venderse bajo contrato al Ejército estadounidense. En aquel entonces, el Ejército recibió una oferta de Airtronic USA (que entonces producía el M203 después de la Colt) para adquirir una licencia de producción militar y ventas. Tanto los lanzagranadas GSG cono las Airtronic/Trident fueron tomados en cuenta para reemplazar a la M79 en el Cuerpo de Marines.[cita requerida]
En julio de 2007, Airtronic USA anunció que iniciaría la producción en masa con un lote inicial de 500 unidades destinadas para el Ejército. Este anuncio ocurrió al mismo tiempo que una demostración del lanzagranadas Trident/CSG en un episodio de la serie televisiva sobre tecnología militar Weaponology. En 2009, Airtronic USA empezaría a fabricar el lanzagranadas en su forma original y en una variante con rieles Picatinny, pistolete y culata extensible similar a la de la carabina M4.[cita requerida]
Entre 2007 y 2009, la Airtronic USA invirtió más de dos millones de dólates con la Trident para un contrato bajo el cual reproduciría el modelo original del lanzagranadas China Lake y un modelo más modular. Estas mejoras incluían un guardamanos similar al del M203, una culata extensible similar a la de la M4, un cañón con rieles encima para montar accesorios y un depósito de mayor longitud para alojar cuatro granadas, más una en la recámara.
En 2009 se produjeron 10 réplicas del lanzagranadas China Lake, pero al final las dos empresas involucradas (Airtronic y Trident) se separaron después de un proceso legal. Durante el proceso, el Cuerpo de Marines de los Estados Unidos adoptó el lanzagranadas Milkor M32 como un reemplazo, básicamente poniendo fin a cualquier otro desarrollo del lanzagranadas China Lake.